# 戴维·劳
戴维·劳（英語：David Law，1908年—1971年4月），是苏格兰的一位漫画家，因为为DC湯姆森创作杂志、报纸等出版刊物的漫画而闻名。